# Kuntzig
Kuntzig település Franciaországban, Moselle megyében. Lakosainak száma 1365 fő (2022. január 1.). Kuntzig Distroff, Basse-Ham, Valmestroff, Yutz és Stuckange községekkel határos.

## Népesség
A település népességének változása:
| Lakosok száma | 1352 | 1690 | 1088 | 1049 | 1252 | 1291 | 1314 | 1357 | 1360 | 1365 |
|               | 1968 | 1982 | 1990 | 2006 | 2013 | 2015 | 2017 | 2019 | 2020 | 2022 |